# Lapeirousia micrantha
Lapeirousia micrantha là một loài thực vật có hoa trong họ Diên vĩ. Loài này được (E.Mey. ex Klatt) Baker miêu tả khoa học đầu tiên năm 1877.